# Carl Toldt (Mediziner)

Carl Toldt vor 1897

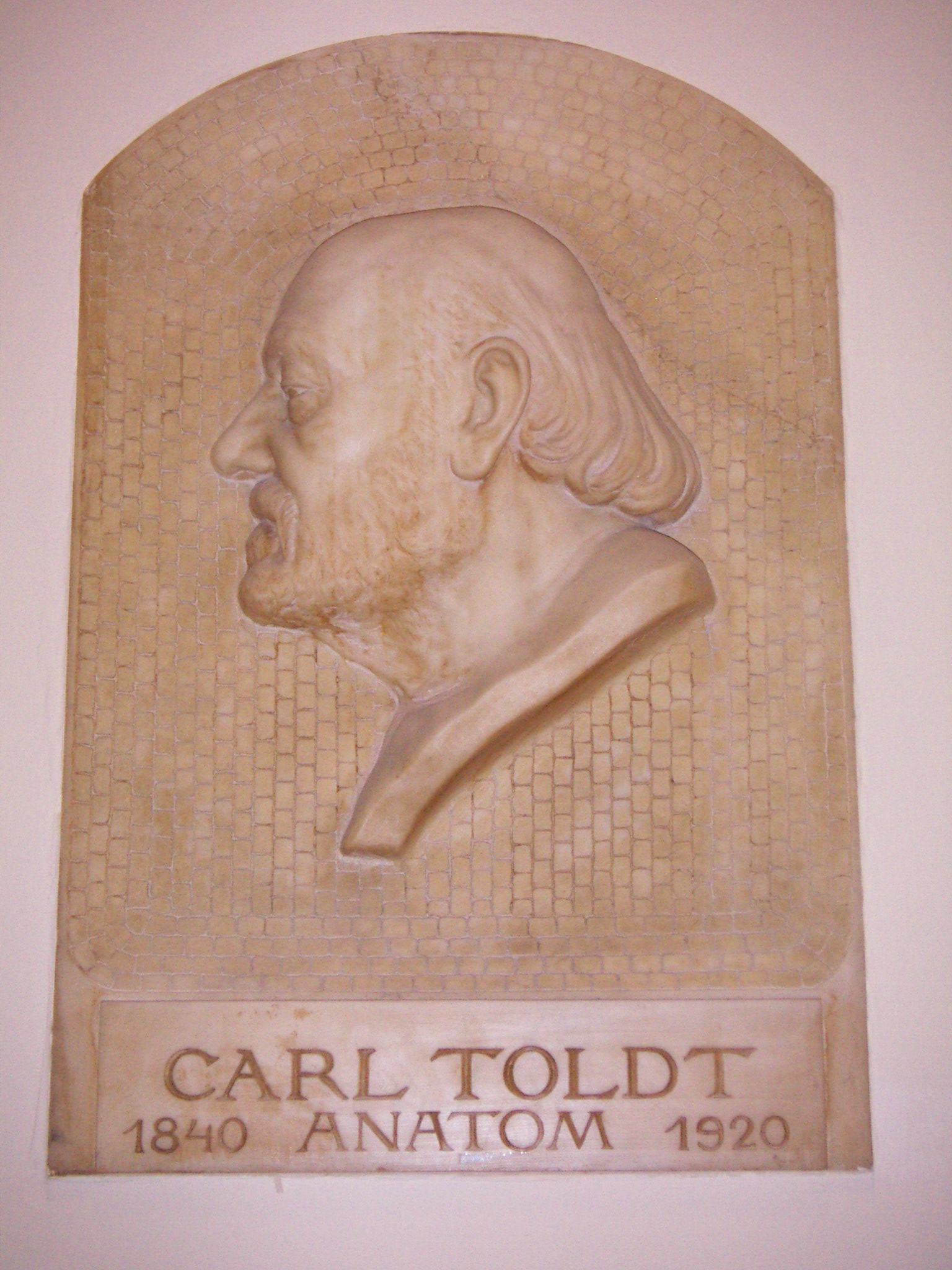
Porträt im Anatomischen Institut Wien

Carl Toldt (auch Karl Toldt [sen.], * 3. Mai 1840 in Bruneck/Südtirol; † 13. November 1920 in Wien) war ein österreichischer Professor für Anatomie.

## Leben
Carl Toldts Vater Joseph war k. k. Steuereintreiber in Bruneck und mit Walburga Tinkhauser verheiratet, einer Schwester des bekannten Kunsthistorikers und Heimatforschers Georg Tinkhauser (1811–1873). Die Familie übersiedelte 1854 nach Brixen, wo Carl das Augustinergymnasium besuchte. Im Maturajahr 1858 starb Carls Vater; um dennoch Medizin studieren zu können, entschied er sich für das Josephinium in Wien, wo er zum Militärarzt ausgebildet wurde. Nach Abschluss des Studiums 1864 wurde er als Militärarzt nach Verona, Mantua und Duino abkommandiert. Später kehrte er als Assistent ans Josephinium zurück, entschied sich aber für die wissenschaftliche Karriere und quittierte 1875 den Militärdienst.
Nach seiner Habilitation wurde Toldt zum Professor für Anatomie der Universität Wien berufen. Im Jahr 1876 wechselte er nach Prag, wo er 1881–1882 Dekan der Medizinischen Fakultät wurde. 1884 kehrte er nach Wien zurück, 1897 wurde er zum Rektor der Universität Wien ernannt. Er forschte über die zeitliche Reihenfolge des Auftretens der Knochenkerne und bewies, dass eine eigentliche Kinnbildung nur beim Menschen zu finden ist (Toldtsches Gesetz). Nach den Badeni-Krawallen galt Toldt als Leitfigur für völkische Studenten und versuchte, die antisemitische Agitation der Bewegung zu verteidigen. Zudem vertrat er die Vorstellung, dass die Universität Wien eine Heimstätte anderer „Nationen“ Österreich-Ungarns sei, die jedoch unter dem „deutschen Kulturprimat“ zu stehen hätten. Nach seiner Emeritierung beschäftigte er sich weiter in seinem Fachgebiet. Im Jahr 1905 wurde er zum Mitglied des Herrenhauses ernannt. Er wurde am Grinzinger Friedhof bestattet. Das Grab ist bereits aufgelassen.
Sein zweiter Sohn war der Zoologe Carl Toldt [jun.].

## Schüler
Von 1898 bis zur Promotion im Jahr 1902 der spätere Vorstand des Anatomischen Institutes der Universität Innsbruck Felix Sieglbauer (1877–1974).

## Ehrungen
Im Jahr 1887 wurde er zum Mitglied der Deutschen Akademie der Naturforscher Leopoldina gewählt.
Kurz vor seinem Tod, am 15. Juli 1920 wurde er als korrespondierendes Mitglied in die Preußische Akademie der Wissenschaften aufgenommen. Von Kaiser Franz Josef wurde er mit dem Ritterkreuz des Leopoldordens, dem Komturkreuz mit Stern des Franz-Josef-Ordens und dem Hofratsrang ausgezeichnet.
Die Faszie von Toldt trägt seinen Namen. Im Jahr 1932 wurde in Wien-Penzing (14. Bezirk) der Karl-Toldt-Weg nach ihm benannt. Auch in seinem Geburtsort Bruneck trägt eine Straße seinen Namen. In seinem Feriendomizil Vahrn wurde im ein Spazierweg gewidmet.

## Schriften und Werke
- Lehrbuch der Gewebelehre mit vorzugsweiser Berücksichtigung des menschlichen Körpers (1. Aufl. 1877).
- Carl Toldt: Bau und Wachsthumsveränderungen der Gekröse des menschlichen Darmkanales. In: Denkschriften der Akademie der Wissenschaften. Mathematisch-naturwissenschaftliche Klasse. 41_2, 1879, S. 1–56 (zobodat.at [PDF]).
- mit Ferdinand Hochstetter, Heinrich Hayek: Anatomischer Atlas für Studierende und Ärzte (6 Bände).
- Geschichte der Familie Toldt. In: Schlern-Schriften Band 45, 1940.